# Eduard Spranger
Eduard Spranger (Grosslichterfelde, Berlín, 27 de juny de 1882 — Tübingen, 17 de setembre de 1963) va ésser un filòsof, psicòleg i pedagog alemany.
Preconitzà una educació liberal i integral. Establí una relació escola-cultura i considerava que la clau de la formació rau en l'ensenyament de les disciplines humanístiques. Segons Spranger, el principi fonamental de l'educador ha de ser el respecte als valors humans.

## Biografia
Després d'estudiar al Gymnasium zum Grauen Kloster de Berlín, el 1900 ingressava a la Universitat de Berlín on es formà sota el metratge de Wilheim Dilthey i Friedrich Paulsen. Acabats els estudis, el 1905 exercí la docència en escoles privades d'educació secundària. L'any 1909 realitzà l'habilitació a la universitat berlinesa per a filosofia i educació amb la monografia Wilhelm von Humboldt i la idea de la humanitat. Des de 1909 exercí com a professor particular a Berlín. El 1912 esdevingué professor a la Universitat de Leipzig. Passà, el 1920 a ser catedràtic de la Universitat de Berlín.
Durant el Tercer Reich tingué desavinences amb les idees i polítiques de la dictadura d'Adolf Hitler, tot i que, alhora, el govern tenia interès a mantenir-lo. Per les seves crítiques, rebé el rebuig de les autoritats de la seva universitat i el 1933 presentà la dimissió que tingué ressò internacional. Però les pressions d'amics i de les mateixes autoritats nazis el portaren a retirar-la. L'octubre d'aquell mateix any va fer pública la necessitat de què el nacionalsocialisme virés cap al respecte a la persona, a la religió, al dret i a la ciència. Les autoritats ministerials resolgueren enviar-lo el 1936 i el 1937 al Japó dins el programa d'intercanvi cultural entre el III Reich i l'imperi japonès. Retornat a Berlín el 1939 va ser reclutat i destinat al servei psicològic de l'exèrcit a la Reichswehr. Arran del fracassat intent d'assassinar Hitler de 1944, fou empresonat per poc temps, tot i que no hi tenia cap relació.
Acabada la Segona Guerra Mundial, Eduard Spranger fou nomenat rector provisional de la Universitat de Berlín i treballà per adscriure-la a les quatre potències victorioses que ocupaven la ciutat, però no fou possible i deixà el càrrec l'octubre de 1945. El 1946 li van oferir ser professor de filosofia a la Universitat de Tübingen, on va ensenyar fins al 1958.

## Filosofia, psicologia i ètica
Participa Eduard Spranger del corrent de la filosofia de la vida. També de la psicologia científic-espiritual, ja que aquesta ha de ser la ciència comprensiva de la realitat humana. Tot i que divergeix en molts aspectes, completà els treballs de Dilthey, especialment pel que fa a la noció de comprensió i a la determinació de les relacions existents entre esperit subjectiu i esperit objectiu. Comprendre és per a Spranger descobrir el sentit de les formes de l'esperit objectiu, que revelen tant la individualitat com el món físic. Adonar-se de l'esperit subjectiu (la persona) idel sentit de les formes de l'esperit objectiu (art, llenguatge, ciència, religió, cultura, etc.).
Per dilucidar el problema de les concepcions del món estableix una tipologia. Els tipus són les formes de vida, representants d'un àmbit cultural predominant que no exclou la resta. Les formes de vida estudiades per Spranger comprenen l'home teòric, l'home econòmic, l'home estètic, l'home social, l'home polític o del poder (Machtmensch) i l'home religiós. Així l'orientació dels valors dominants de l'individu, és a dir, la seva predilecció per certs valors definits, era determinant de la personalitat.
Tota aquesta tipologia acaba portant i convergint a l'esfera de la moralitat, ja que aquesta és la forma general que es manifesta en totes les altres parcel·les. Aquesta concepció mena a una axiologia, a una filosofia dels valors que es concretarà en una ètica particular.

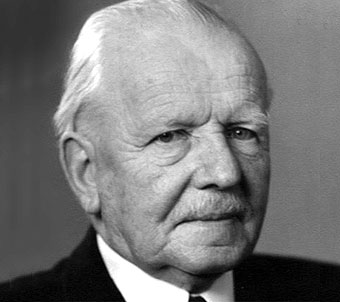
Fotografia de senectut d'Eduard Spranger

## La pedagogia dels valors i la cultura
Per Spranger la cultura és una producció de les persones que viuen conjuntament sota la forma social d'una tribu, un poble o un estat. Aquesta mateixa cultura viva i sostinguda porta en el seu si un germen de propagació a través de l'educació. La qual té per finalitat mantenir viva als esperits allò que s'ha anat elaborant culturalment. L'educació es verifica en les autèntiques substàncies de valor de l'esperit (cultura), però té com a objectiu final el despertar de l'esperit normatiu autònom.
El pedagog alemany assenyalà tres cimeres culturals de la nostra història que són capaces de formar les persones d'avui: la cultura grecoromana, el cristianisme amb totes les seves influències i, finalment, l'idealisme de Herder i Goethe, Kant i Fichte, Schiller i Humboldt. El vigorós resplendor de tots els quals arriben fins a l'actualitat.
Eduard Spranger desenvoluparà una pedagogia de tall culturalista. Per això supeditarà i subordinarà la teoria educativa a la filosofia i la filosofia de l'educació des de la perspectiva ètica, metafísica i religiosa. Amb trets de subjectivitat, historicitat i relativitat. Posicionament que el porta a plantejar-se, des de les seves concepcions filosòfiques, especialment allò que és ontològic en educació (les grans metes, finalitats i valors que la persona ha de desplegar a través de l'educació). Però abordant escassament la realitat fàctica i material de l'educació (saber per a fer, tècnica i metodologia, és a dir, la manera d'aconseguir en la realitat el tipus de persona ideal que cerca com a objectiu, així com la reflexió sobre les actuacions dutes a terme). Els seus crítics veuen en la seva obra i amb la pedagogia culturalista una confusió de què és el camp propi de la teoria de l'educació amb el de la filosofia de l'educació.

## Obres
- Die Grundlagen der Geschichtswissenschaft. Eine erkenntnistheoretisch-psychologische Untersuchung; Berlín, 1905.
- Wilhelm von Humboldt und die Humanitätsidee; Berlín, 1909.
- Kultur und Erziehung. Gesammelte pädagogische Aufsätze; Leipzig, 1919.
- Lebensformen. Geisteswissenschaftliche Psychologie und Ethik der Persönlichkeit; Halle, 1921.
- Psychologie des Jugendalters; Leipzig, 1924.
- Volk, Staat und Erziehung. Gesammelte Reden und Aufsätze; Leipzig, 1932.
- Goethes Weltanschauung; Leipzig, 1933.
- Schillers Geistesart, gespiegelt in seinen philosophischen Schriften und Gedichten; Berlín, 1941.
- Die Magie der Seele. Religionsphilosophische Vorspiele; Berlín, 1947.
- Pestalozzis Denkformen; Stuttgart, 1947.
- Goethes Weltanschauung. Reden und Aufsätze; Leipzig, 1949.
- Zur Geschichte der deutschen Volksschule; Heidelberg, 1951.
- Aus Friedrich Fröbels Gedankenwelt, Heidelberg, 1951.
- Pädagogische Perspektiven. Beiträge zu Erziehungfragen der Gegenwart, Heidelberg, 1951.
- Kulturfragen der Gegenwart, Heidelberg, 1953.
- Gedanken zur Daseinsgestaltung (aus Vorträgen, Abhandlungen und Schriften; Múnic, 1954.
- Der geborene Erzieher; Heidelberg, 1958.
- Der Philosoph von Sanssouci, Heidelberg, 1962.
- Das Gesetz der ungewollten Nebenwirkungen in der Erziehung, Heidelberg, 1962.
- Menschenleben und Menschheitsfragen. Gesammelte Rundfunkreden; Múnic, 1963.